# Marinevlag
Een marinevlag of een oorlogsvlag ter zee (?) is een oorlogsvlag die door schepen van de marine (waaronder ook kustwacht en grenswacht wordt verstaan) gevoerd. Deze is niet per definitie gelijk aan de oorlogsvlag die te land gebruikt wordt, maar vaak is dat wel zo. De marinevlag moet niet verward worden met de geus.
Zie voor een overzicht van de marinevlaggen van de diverse landen het artikel Marinevlaggen van de wereld.

?Marinevlag van België
?Marinevlag van Noord-Korea
?Marinevlag van Hongarije
?Japanse oorlogsvlag ter zee
?Marinevlag van Bulgarije
?Marinevlag van Rusland